# Okayamalita
L'okayamalita és un mineral de la classe dels silicats, que pertany al grup de la mel·lilita. Rep el seu nom de la prefectura d'Okayama, al Japó, a on es troba la seva localitat tipus.

## Característiques
L'okayamalita és un silicat de fórmula química Ca₂B(BSiO₇). Va ser aprovada com a espècie vàlida per l'Associació Mineralògica Internacional l'any 1997. Cristal·litza en el sistema tetragonal. La seva duresa a l'escala de Mohs és 5,5.
Segons la classificació de Nickel-Strunz, l'okayamalita pertany a «09.BB - Estructures de sorosilicats, grups Si₂O₇, sense anions no tetraèdrics; cations en coordinació tetraèdrica [4] i major coordinació» juntament amb els següents minerals: åkermanita, cebollita, gehlenita, gugiaïta, hardystonita, jeffreyita, alumoåkermanita, barylita, clinobarylita i andremeyerita.

## Formació i jaciments
Va ser descoberta a la mina Fuka, a la ciutat de Takahashi de la prefectura d'Okayama, a la regió de Chugoku, al Japó. També ha estat descrita a les mines de ferro d'Arendal, al comtat d'Aust-Agder, a Noruega. Es tracta dels dos únics indrets on ha estat trobada aquesta espècie mineral.